# Gyulai kolbász
A gyulai kolbász (vagy gyulai pároskolbász) hungarikum, amely meghatározott, jellegzetes, csak Magyarországra jellemző alapanyagokból készült, oltalom alatt álló földrajzi jelzésű (OFJ), Gyula és Békéscsaba városok közigazgatási határain belül és egyéb, jogszabályban (termékleírás) meghatározott feltételeknek megfelelően előállított, fűszeres kolbászféleség.

## Leírása
A gyulai kolbász a magyar nagyfehér hússertés fajta mangalica és magyar lapály fajtákkal keresztezett, valamint a hampshire, duroc és pietrain fajták és hibridjeik legalább 135 kg-ra hizlalt egyedeinek feldarabolt húsából és kemény szalonnájából készül. A gyártáshoz szükséges sertéshús megfelelő húsminőségét a kézi csontozási technológia biztosítja, amely az inak szakszerű eltávolítását teszi lehetővé a bontott sertés szinte minden húsrészét érintő ipari húsfeldolgozása során.
A gyulai kolbász legalább 15% (m/m) kötőszövetmentes fehérje-tartalmú, 4-6 mm-es nagyságra aprított sertéshús- és kemény szalonna-szemcsékből álló, sertés vékonybélbe pározva (vagy szeletelésre gyártás esetén vízgőzáteresztő műbélbe) töltött; sóval, csemege és csípős paprikaőrleménnyel, fokhagymával, borssal és őrölt köménnyel ízesített, alapvetően bükkfával füstölt, szárítással érlelt-tartósított húskészítmény. A csabai kolbászhoz képest a gyulai legnagyobb eltérése abban rejlik, hogy a gyulait borsozzák, míg a csabait nem. Továbbá Gyulán már régebben is az iparszerű termelés volt a jellemző, míg Békéscsabán elsősorban háznál állították elő, és a gyulai úgy 2000-ig országszerte ismertebb volt a csabainál.
Átmérője 26-40 mm, 18-26 cm-es hosszúságra pározott vagy szeletelt. Burkolata tiszta, sérüléstől mentes, nem penészes, kissé göbös, dudoros felületű, színe vörösesbarna, áttetszenek rajta a szalonnaszemcsék. Állománya tömör, rugalmas, jól összeálló, jól szeletelhető. A metszéslapon húspépbe ágyazott, 4-6 mm nagyságú húsos szalonnaszemcsék láthatók egyenletes elosztásban. Kellemesen füstölt, fűszeres illatú; harmonikus ízét, aromáját a felhasznált fűszerek harmóniája adja.

### Vegyi összetétele
- Vízaktivitás legfeljebb 0,91%
- Víz-fehérje hányados legfeljebb 1,5%
- Zsír-fehérje hányados legfeljebb 2,7%
- Kötőszövetmentes fehérjetartalom legalább 15%
- Nátrium-klorid-tartalom legfeljebb 5,0%

## Története
Az 1880-as évektől a Balkán felől érkező és Bécsbe irányuló vásári karavánok fontos pihenőhelyévé vált Gyula és Békéscsaba közvetlen környezete. Elsősorban az állatvásárra igyekezők álltak meg itt rövid pihenőkre mindkét irányból; az erdők és a folyók ideális helyet biztosítottak az állatok pihentetésére, etetésére, itatására, fürdetésére. A városban lehetőség volt a megsérült állatok levágására, feldolgozására. Az élelmesebb hentes és mészáros mesterek részben erre, részben a nagy létszámú idegen ellátására rendezkedtek be, ezzel megalapozva a város későbbi húsiparát. A hentesmesterek már a század elején komoly felkészültséggel rendelkeztek, néhányan nagyobb hazai és nemzetközi vásárra is elvitték portékáikat.
Igazi nemzetközi hírnevet ifjabb Balog József adott a kolbásznak az 1910. évi brüsszeli világkiállításon nyert aranyérmével. A Balog József által megalapozott vállalkozás nagy családi vállalkozássá nőtte ki magát. A gyulai kolbász nagyüzemi gépesített gyártása Stéberl András hentesmester nevéhez fűződik, aki 1912-től egy évig segédként dolgozott Balog József műhelyében. Itt ismerte meg a gyulai kolbászgyártás fogásait. 1935-ben ő vitte el termékeit a Brüsszeli Világkiállításra. A „kis páros Gyulai kolbász” arany diplomát nyert. Stéberl a város szívében vett egy üzemet, ahol megteremtette a gyulai kolbász és egyéb szárazkolbászok „ipari” üzemszerű gyártását. Üzeme a környék egyik legnagyobb húsfeldolgozójává nőtte ki magát, ebből kifolyólag a környező településekből is alkalmazott szakembereket.
A II. világháborút, majd az államosítást és vállalati összevonásokat követően folytatták a Gyulai kolbász gyártását, természetesen megőrizve az évszázados hagyományt, a technológia és technika folyamatos fejlesztése mellett is, amelyet számos siker és minőségdíj is bizonyít.
- Világkiállítás, 1910 Brüsszel, aranyérem, díszoklevél
- Világkiállítás, 1935 Brüsszel, aranydiploma, díszoklevél
- Kiváló Áruk Fóruma embléma jogosultja
- Foodapest Sikerdíj, 2000
- Magyar Termék Nagydíj, 2001
- Magyar Minőség Háza, 2001
- Exportfejlesztési különdíj, 2001.

## Az előállítás módja
A terméket a meghatározott sertésfajták keresztezéséből származó, fej és lábak nélküli, hasított féltestek kizárólag kézzel történő csontozása után nyert comb, lapocka, csülök, dagadó, karaj, tarja és oldalas, valamint mirigyektől mentes kemény szalonna felhasználásával állítják elő.
A mínusz 2-4 °C-ra fagyasztott vagy 0-7 °C-ra előhűtött húsrészeket és a 0-7 °C közötti hőmérsékletű szalonnát géppel 4-6 mm-es nagyságúra aprítják, és a fűszereket, nitrites sót hozzákeverik. Az így keletkezett pasztát (amelynek hőmérséklete 0-4 °C közötti) töltőgéppel sertés vékonybélbe töltve pározzák, vagy vízgőzáteresztő műbélbe töltik és klipszelik.
A betöltött kolbászokat 2-3 napon át 20 °C alatti hőmérsékleten, 90-70% relatív páratartalmú térben keményfa (alapvetőn bükkfa) hasábok lassú izzításával előállított füsttel füstölik.
A füstölés után a kolbászokat érlelik-szárítják: az érlelés paramétereit úgy állítják be (a minőségi hiba – kéregképződés – megelőzése érdekében), hogy a lassú szárítás során a termék ERP és a terem RP közötti különbség a 4-5%-ot nem haladhatja meg. A jellemző hőmérsékleti érték 16-18°C; a relatív páratartalmat a kezdeti 90-92% után fokozatosan csökkentik 65-70%-ra. A szárítást addig folytatják, amíg a termék vízaktivitása 0,91-ot el nem éri; ez a folyamat kb. 14-16 napig tart. Ezt követi a kb. kéthetes utóérlelés, amelynek során a lecsomagolt áruban a nedvességtartalom kiegyenlítődik, a metszéslap egyenletessége mellett porhanyósabbá alakul az állomány, a szín stabilizálódik az antioxidáns hatást kifejtő természetes fűszerek hatására és az ízlekerekítettség együttesével a termék teljességgel elkülönül az azonnal értékesített áruk íz és állományvilágától.